# Lufthansa CityLine
Lufthansa CityLine est une filiale régionale de la Lufthansa, une compagnie aérienne appartenant à Lufthansa Regional qui a transporté  8 000 000 passagers en 2018, ce qui en fait le principal transporteur régional en Europe.

## Histoire

Ancien logo de Lufthansa CityLine

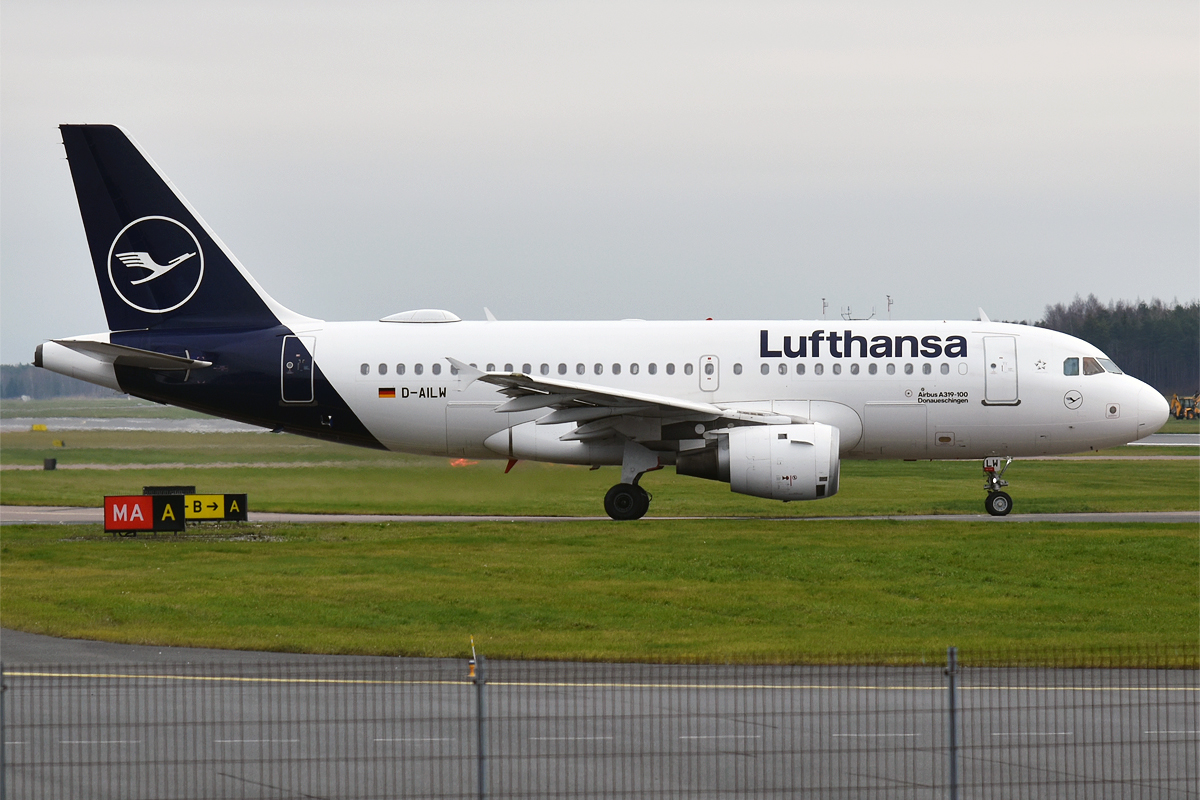
Un Airbus A319-114 au roulage

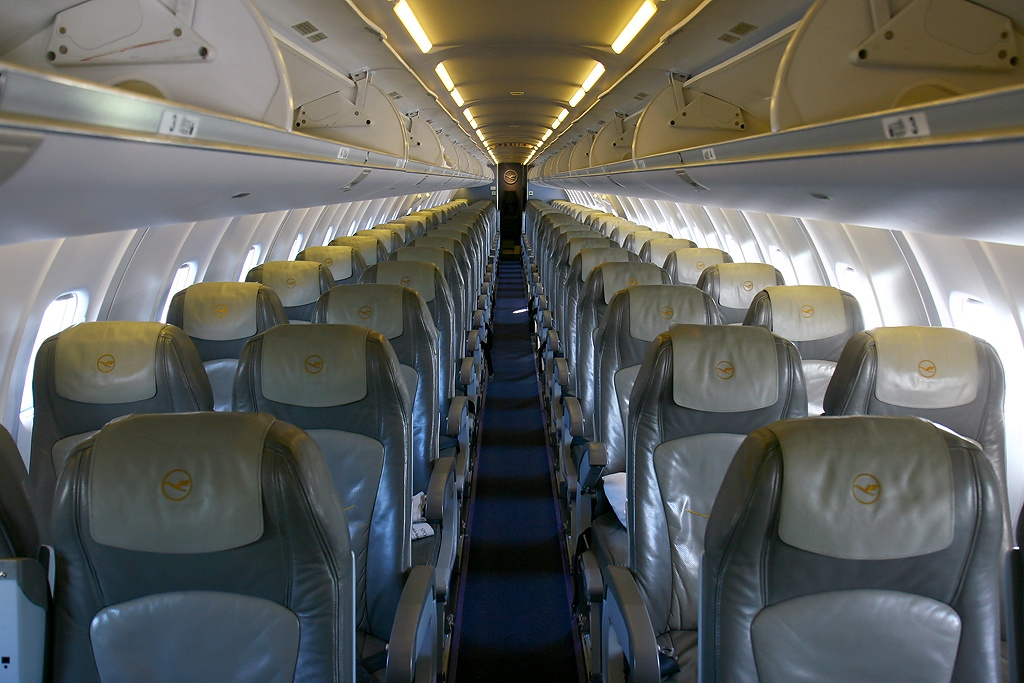
Cabine d'un Canadair Regional Jet CRJ-900LR

## Flotte

### Flotte actuelle
Au mois de décembre 2020, la flotte de Lufthansa CityLine est composée de 52 appareils, répartis comme suit : 

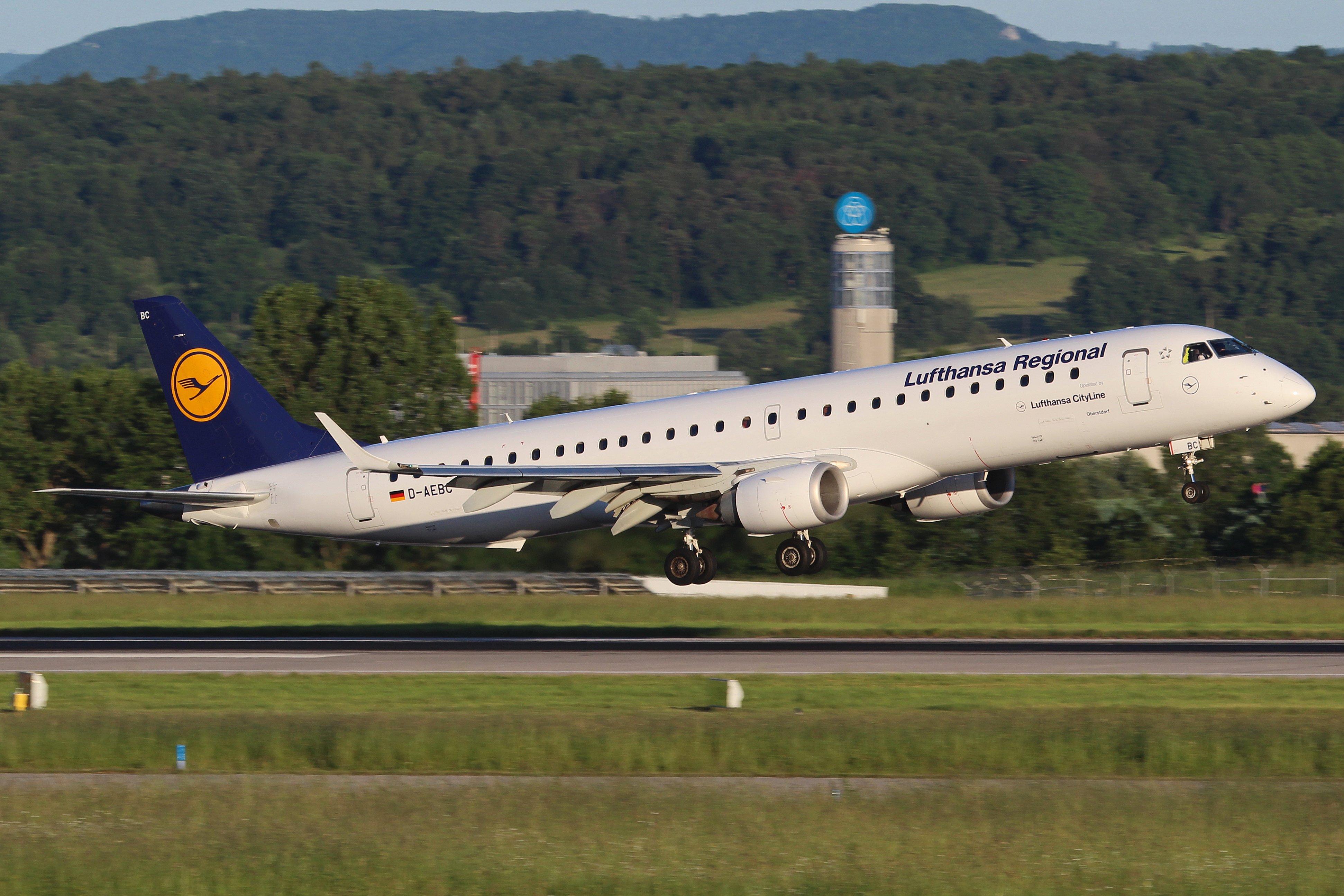
Embraer 195 avec l'ancienne livrée
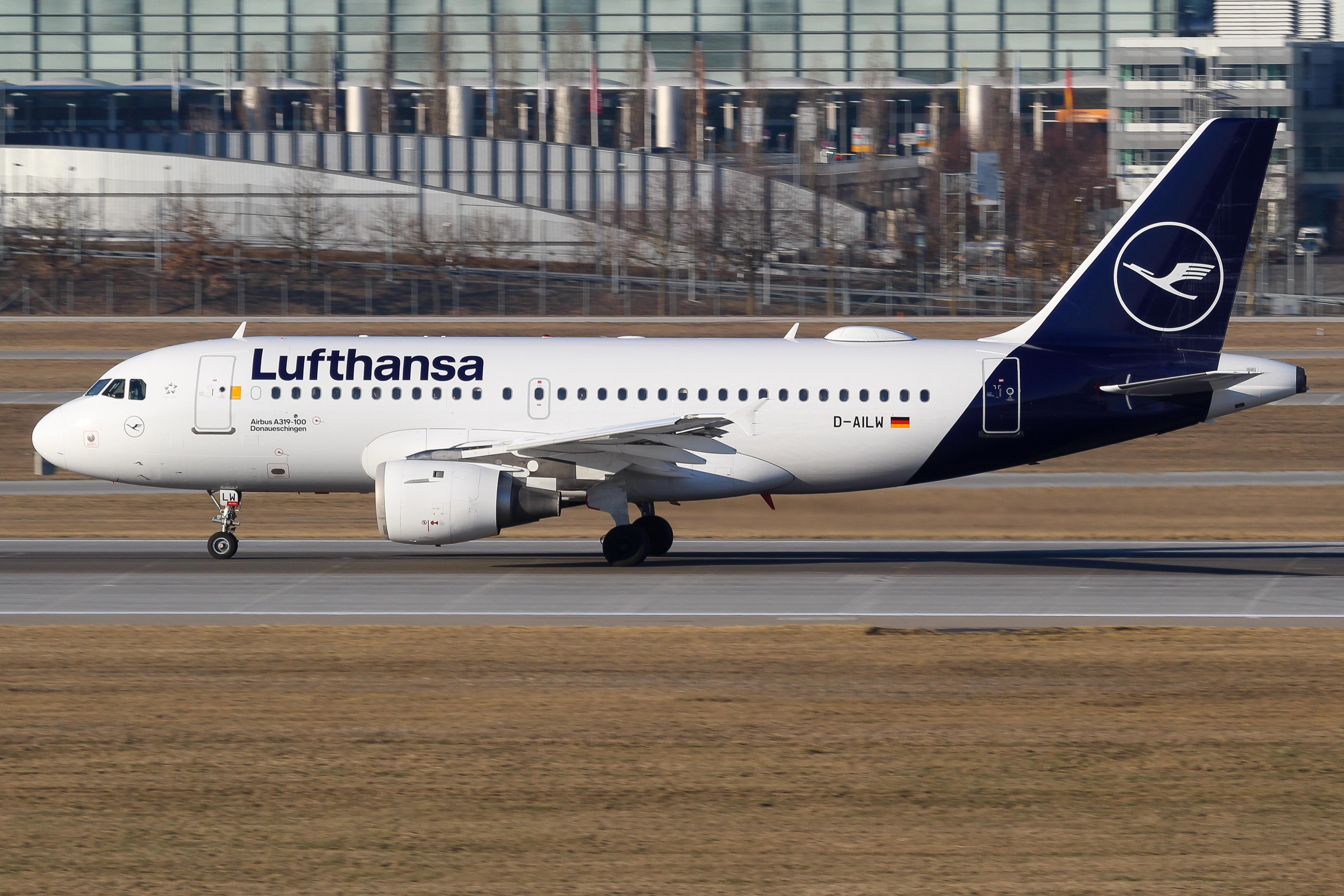
AIrbus A319
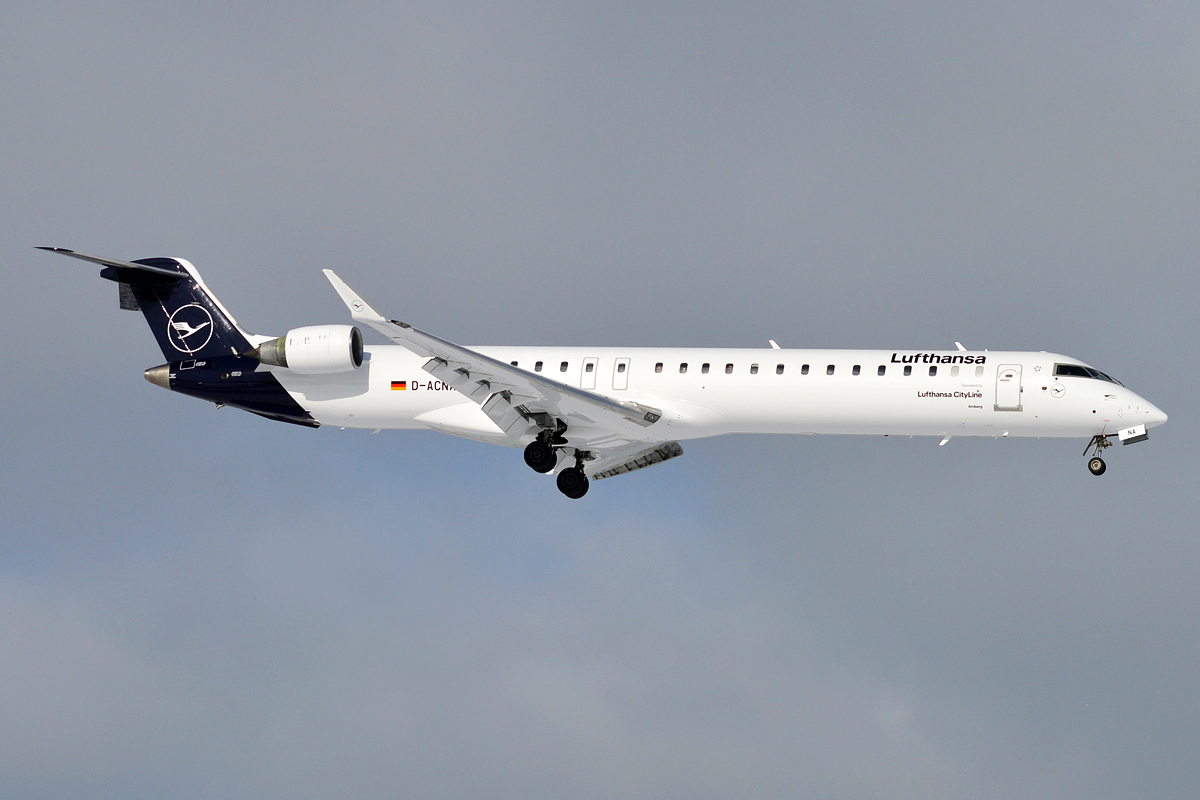
Bombardier CRJ-900LR
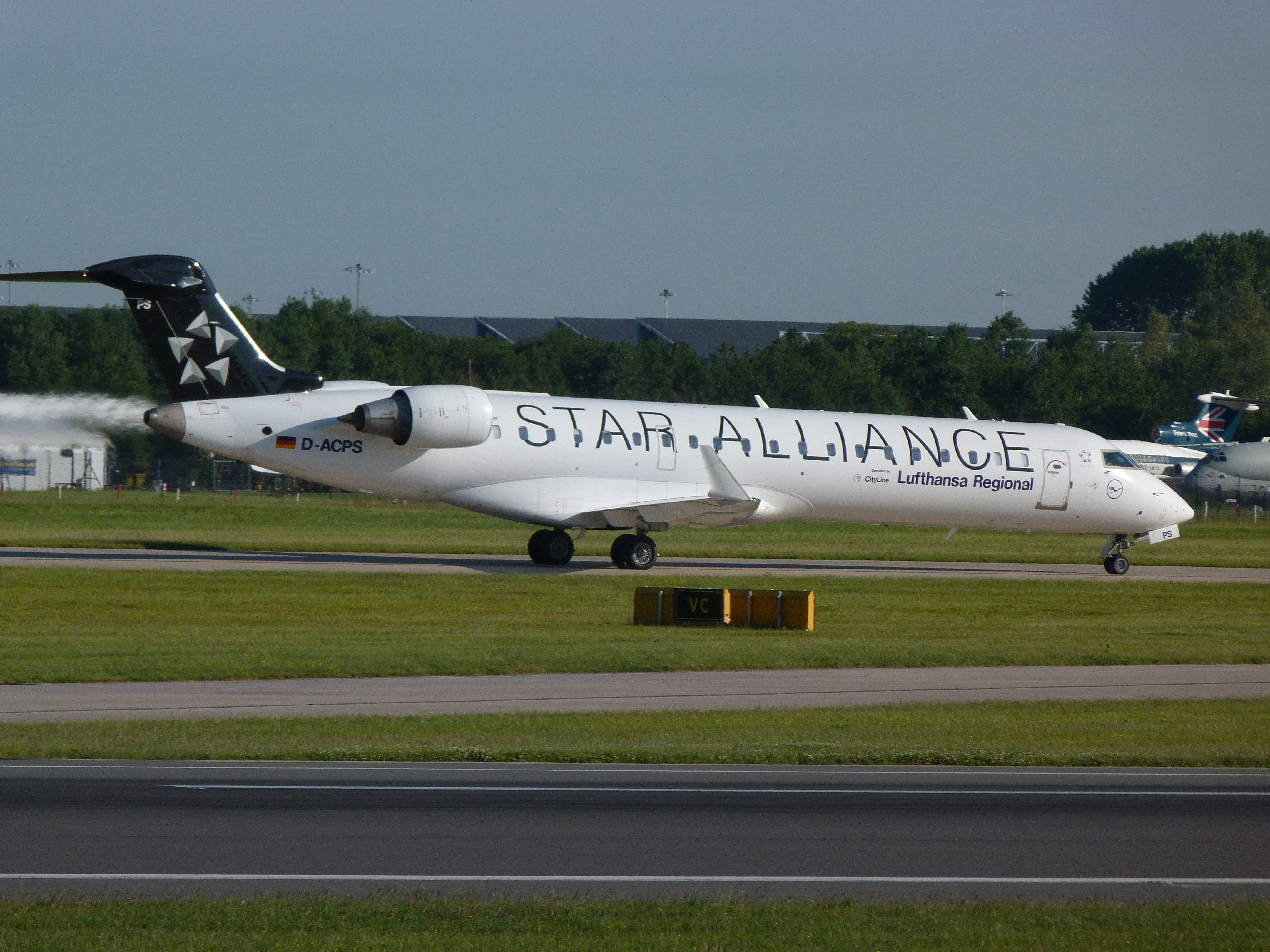
CRJ700 avec la livrée Star Alliance

### Flotte historique
- Avro RJ-85   Les Avro, RJ-85 ont été retirés de la flotte, le dernier vol, LH1985, effectué par le D-AVRR, a eu lieu entre Cologne et Munich le 27 août 2012[2].
- Bombardier CRJ-100/200
- Bombardier CRJ-700
- De Havilland Canada DHC-8-100
- De Havilland Canada DHC-8-300
- Fokker F50

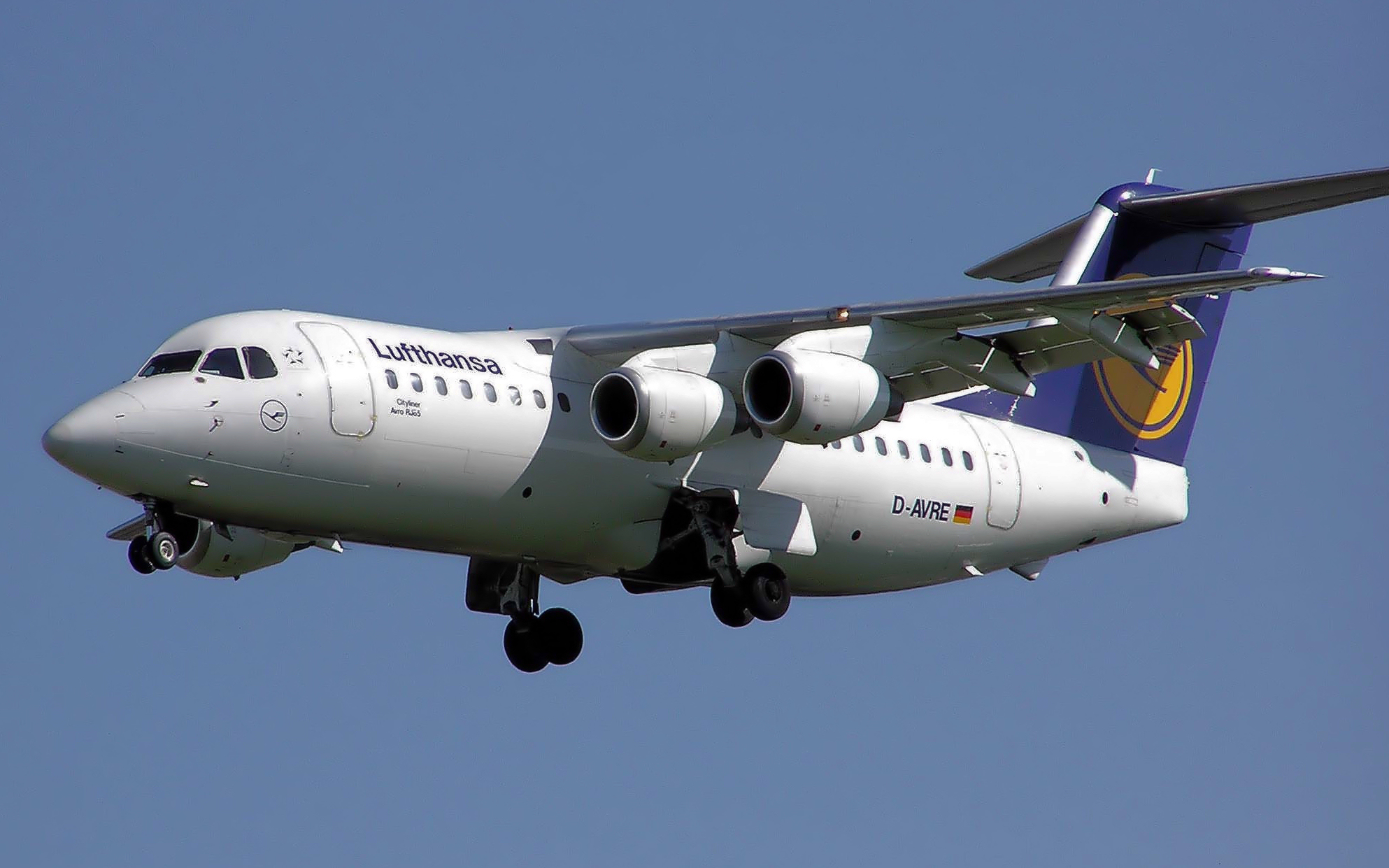
ATR 42  - Lufthansa Avro RJ85
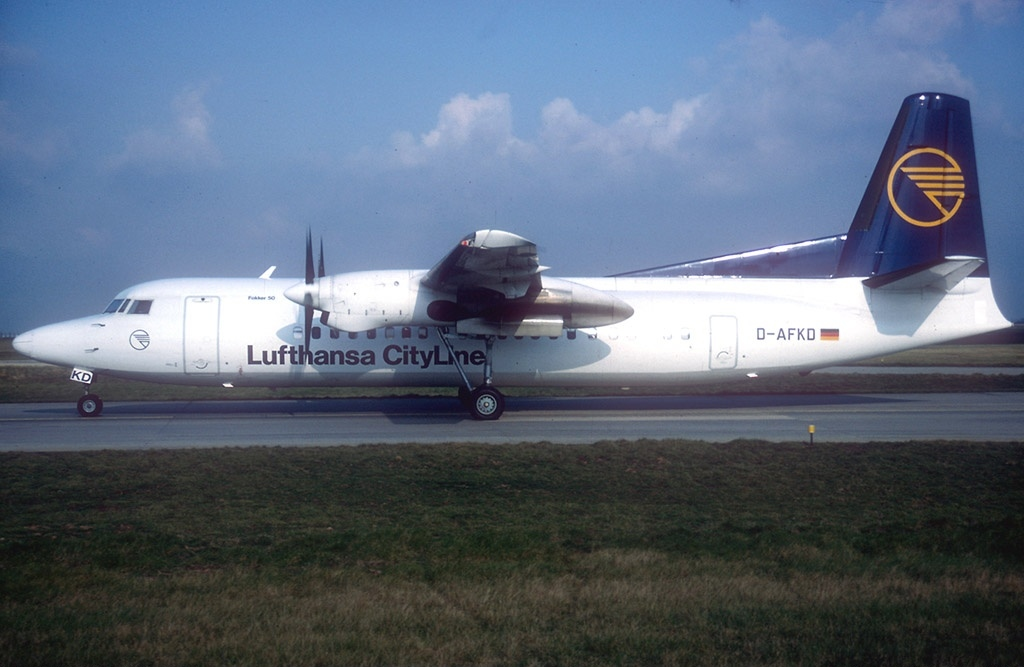
Un Fokker 50 de Lufthansa CityLine en 1992 à Roissy
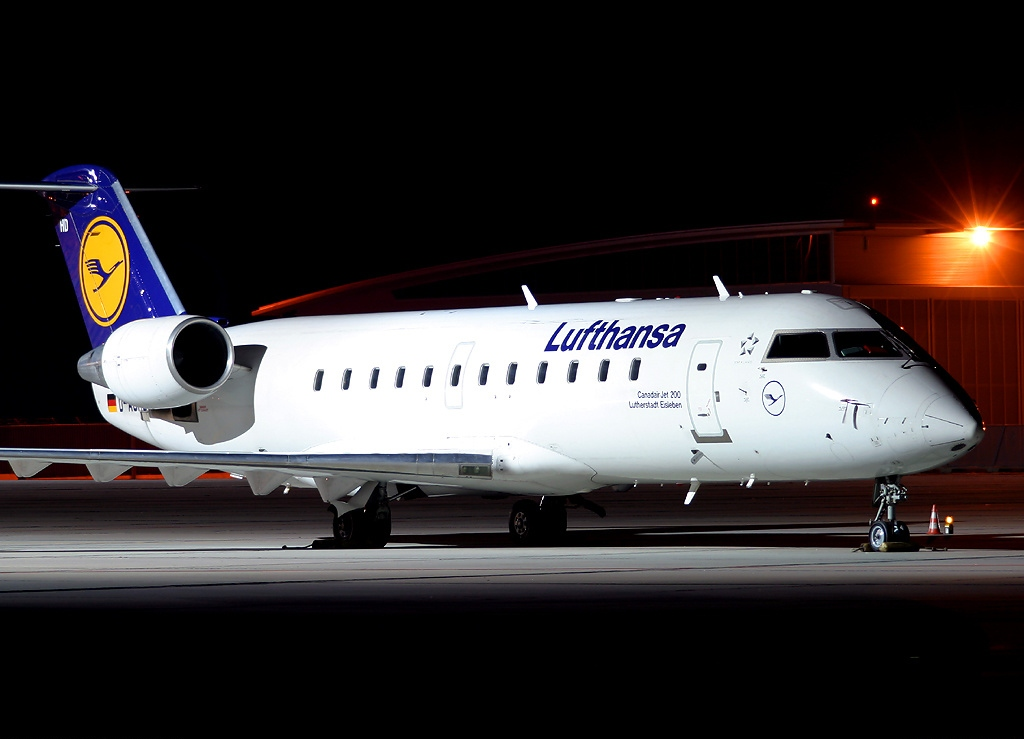
Un Canadair Regional Jet CRJ-200LR, Lufthansa (Lufthansa CityLine en 2003
  - Un Fokker 50 de Lufthansa CityLine en 1992 à Roissy
  - Un Canadair Regional Jet CRJ-200LR, Lufthansa (Lufthansa CityLine en 2003

## Lignes
Le réseau de routes de Lufthansa CityLine est large, avec plus de 355 vols quotidiens vers 80 destinations différentes en Europe. Lufthansa CityLine dessert ses lignes au départ de ses deux hubs : l'aéroport de Francfort-Rhein/Main et l'aéroport de Munich-Franz-Josef Strauss.

## Accidents et incidents mortels
| Date           | Lieu                                | Appareil                      | Numéro de série Immatriculation | Vol                                | Nombre de victimes | Causes                                                                              |
| -------------- | ----------------------------------- | ----------------------------- | ------------------------------- | ---------------------------------- | ------------------ | ----------------------------------------------------------------------------------- |
| 6 janvier 1993 | Aéroport de Paris-Charles-de-Gaulle | De Havilland Canada DHC-8-311 | 210 (D-BEAT)                    | 5634 (pour Contact Air Flugdienst) | 4/23               | L'avion s'écrase au cours de son approche à 1800 mètres de la piste d'atterrissage. |